# Amplexus

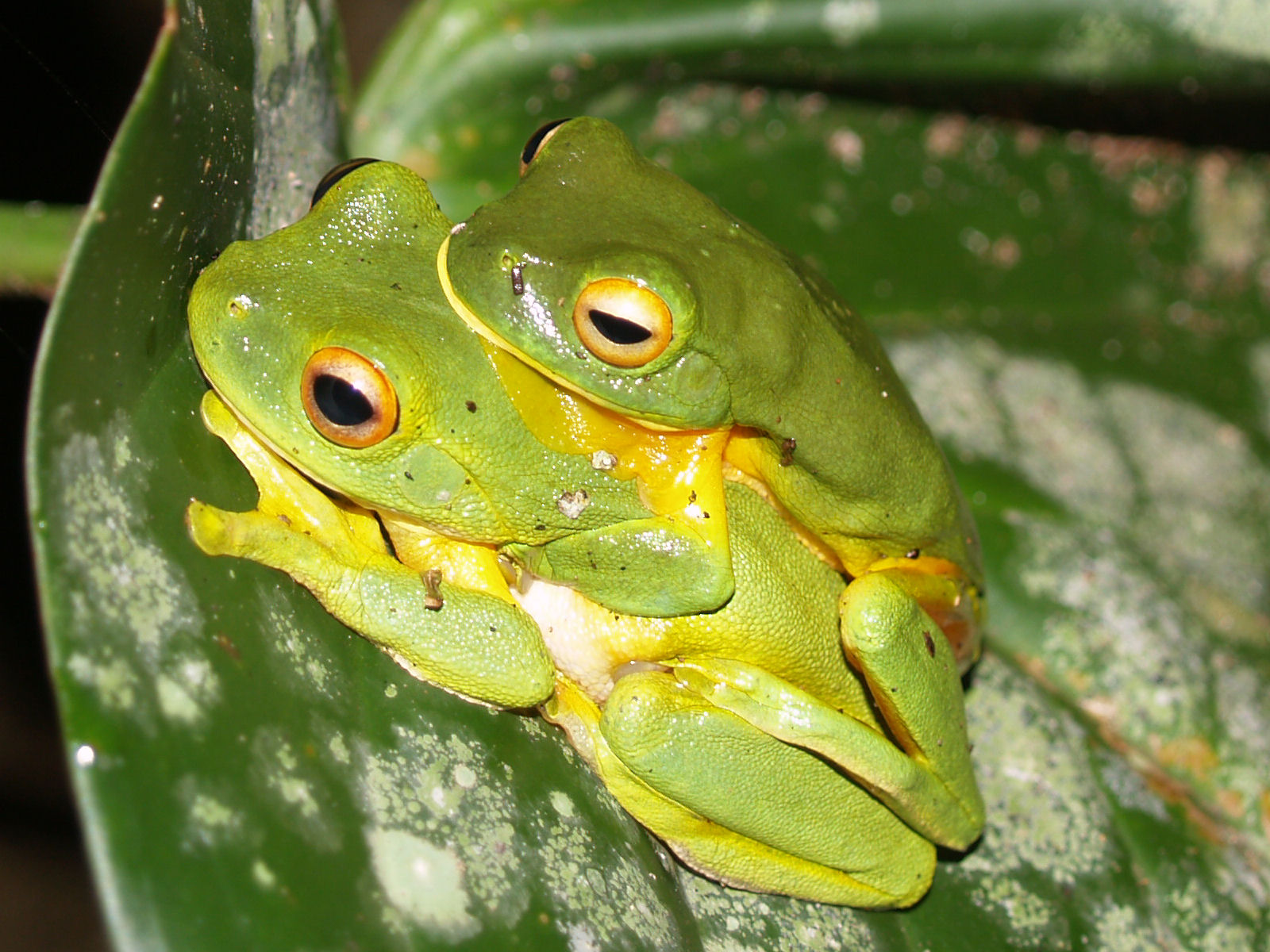
Litoria xanthomera (en australiensisk art) i amplexus

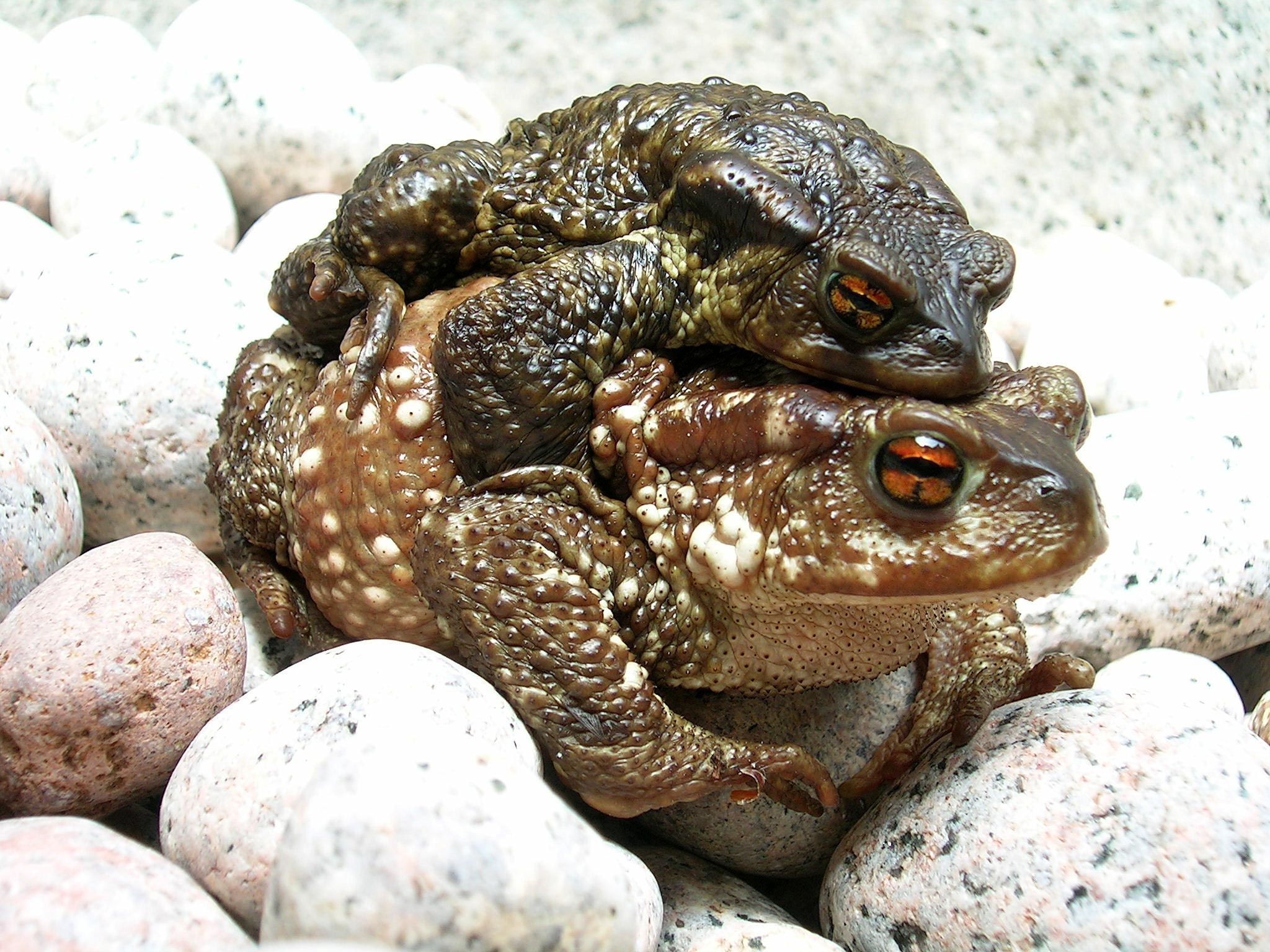
Amplexus hos vanlig padda (Bufo bufo)

Amplexus (latin för  "omslingrande", "livtag" eller "famntag") kallas hos de stjärtlösa groddjuren hanens omfamning av honan inför parningen. Parningen sker hos de allra flesta familjer utanför honans kropp; syftet med omfamningen är att hanen skall kunna gjuta sin säd över äggen samtidigt som de läggs.
Den normala positionen för hanen är ovanpå honan. Hos många arter (till exempel vanlig padda) förekommer det att flera hanar omfamnar honan och då placerar sig där de har möjlighet, till exempel på sidorna eller under buken. Det förekommer att en sådan omfamning kan bli så intensiv att honan drunknar.
Hos äkta grodor (Ranidae), äkta paddor (Bufonidae) och lövgrodor (Hylidae) sker omfamningen just bakom honans framben; hos alla andra familjer sker den just framför bakbenen, kring honans höft.